# Ali Sabieh (distrikt)

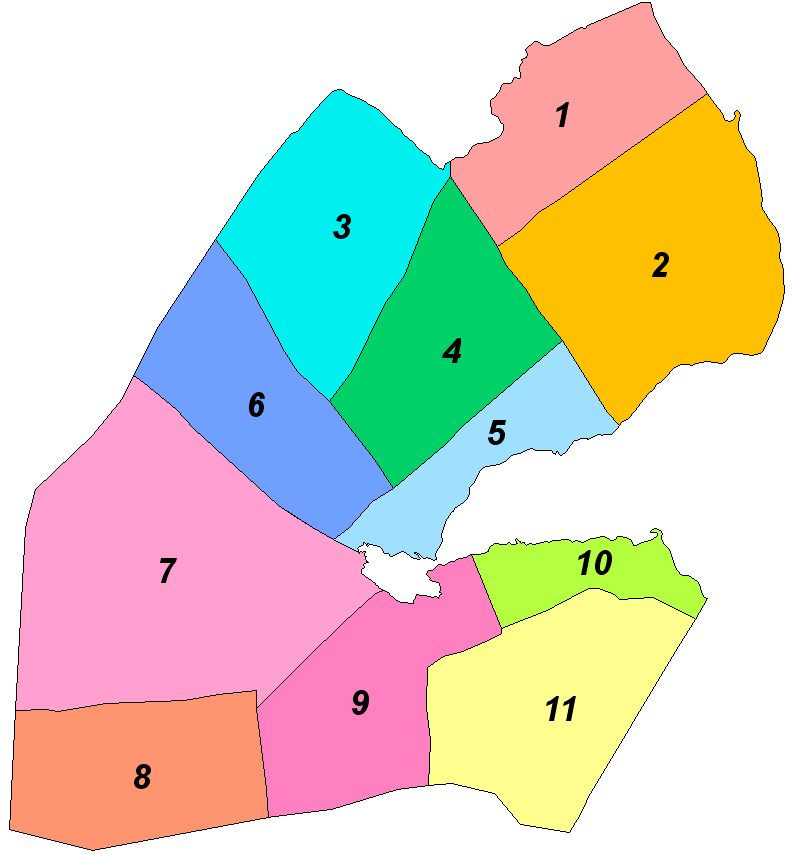
Djiboutis distrikt.
11=Ali Sabieh

Ali Sabieh är ett av Djiboutis elva distrikt. Distriktet ligger i regionen Ali Sabieh.

## Orter (urval)
- Ali Sabieh